# デューク・オブ・エジンバラ級装甲巡洋艦
デューク・オブ・エジンバラ級装甲巡洋艦 (Duke of Edinburgh class armored cruiser) はイギリス海軍の巡洋艦。1906年に2隻が竣工した。45口径23.4cm単装砲を搭載するなど、攻撃力が強化されている。第一次世界大戦では「ブラック・プリンス」が1916年5月31日、ユトランド沖海戦で撃沈されている。

## 参考図書
- 「世界の艦船増刊第46集　イギリス巡洋艦史」(海人社)

## 同型艦
- デューク・オブ・エジンバラ
- ブラック・プリンス